# Piper attenuatum
Piper attenuatum är en pepparväxtart som beskrevs av Buch.-ham. och Friedrich Anton Wilhelm Miquel. Piper attenuatum ingår i släktet Piper och familjen pepparväxter. Inga underarter finns listade i Catalogue of Life.